# G-Force (album)
G-Force je studiové album Gary Moorea a skupiny G-Force, vydané v roce 1980.

## Seznam skladeb
| Pořadí         | Název                              | Autor                       | Délka |
| -------------- | ---------------------------------- | --------------------------- | ----- |
| 1.             | You                                | Moore                       | 4:11  |
| 2.             | White Knuckles/Rockin' and Rollin' | Moore, Nauseef              | 5:10  |
| 3.             | She's Got You                      | Moore, Nauseef              | 4:53  |
| 4.             | I Look at You                      | Moore                       | 6:02  |
| 5.             | Because of Your Love               | Newton, Dee, Hitchings      | 4:00  |
| 6.             | You Kissed Me Sweetly              | Newton, Dee, Moore          | 4:16  |
| 7.             | Hot Gossip                         | Moore                       | 3:34  |
| 8.             | The Woman's in Love                | Moore                       | 3:53  |
| 9.             | Dancin'                            | Moore, Nauseef, Newton, Dee | 4:30  |
| Celková délka: | Celková délka:                     | Celková délka:              | 40:34 |

## Sestava
- Gary Moore – zpěv, kytara, klávesy
- Tony Newton – baskytara
- Mark Nauseef – bicí, perkuse, syntezátor
- Willie Dee – klávesy, syntezátor, zpěv